# Канюв (Свентокшиське воєводство)
Канюв (пол. Kaniów) — село в Польщі, у гміні Заґнанськ Келецького повіту Свентокшиського воєводства.
Населення — 1275 осіб (2011).
У 1975-1998 роках село належало до Келецького воєводства.

## Демографія
Демографічна структура на день 31 березня 2011 року:
|          | Загалом | Допрацездатний вік | Працездатний вік | Постпрацездатний вік |
| -------- | ------- | ------------------ | ---------------- | -------------------- |
| Чоловіки | 656     | 120                | 477              | 59                   |
| Жінки    | 619     | 92                 | 407              | 120                  |
| Разом    | 1275    | 212                | 884              | 179                  |